# Гумарина
Гумарина (Лахта-йоки, Минанйоки, Безглазая) — река в России, протекает на севере Суоярвского района Карелии. Относится к бассейну реки Сегежи.

## Общие сведения
Река вытекает из Котчозера под названием Минанйоки, протекает через озёра Таразмо, Верхнее и Нижнее Ругозеро, после чего называется Лахтайоки. После озера Безглазое название реки меняется на Безглазая. Далее река протекает через озёра Совдозеро (с притоком из Сергозера), Хейзъярви, Руагъярви, Маймъярви, Пейярви, после чего приобретает название Гумарина. Устье реки находится в 26 км от устья по правому берегу реки Ломнезерка. Длина реки составляет 78 км, площадь водосборного бассейна 615 км².
Также в Котчозеро (исток Гумарины) втекает водоток, соединяющий цепочку озёр: Авегенлампи → Сурьярви → Писто → Чинозеро → Котчозеро.

## Данные водного реестра
По данным государственного водного реестра России относится к Баренцево-Беломорскому бассейновому округу, водохозяйственный участок реки — Сегежа до Сегозерского гидроузла, включая озеро Сег-озеро. Речной бассейн реки — бассейны рек Кольского полуострова и Карелии, впадает в Белое море.
Код объекта в государственном водном реестре — 02020001112102000005791.

## Фотографии

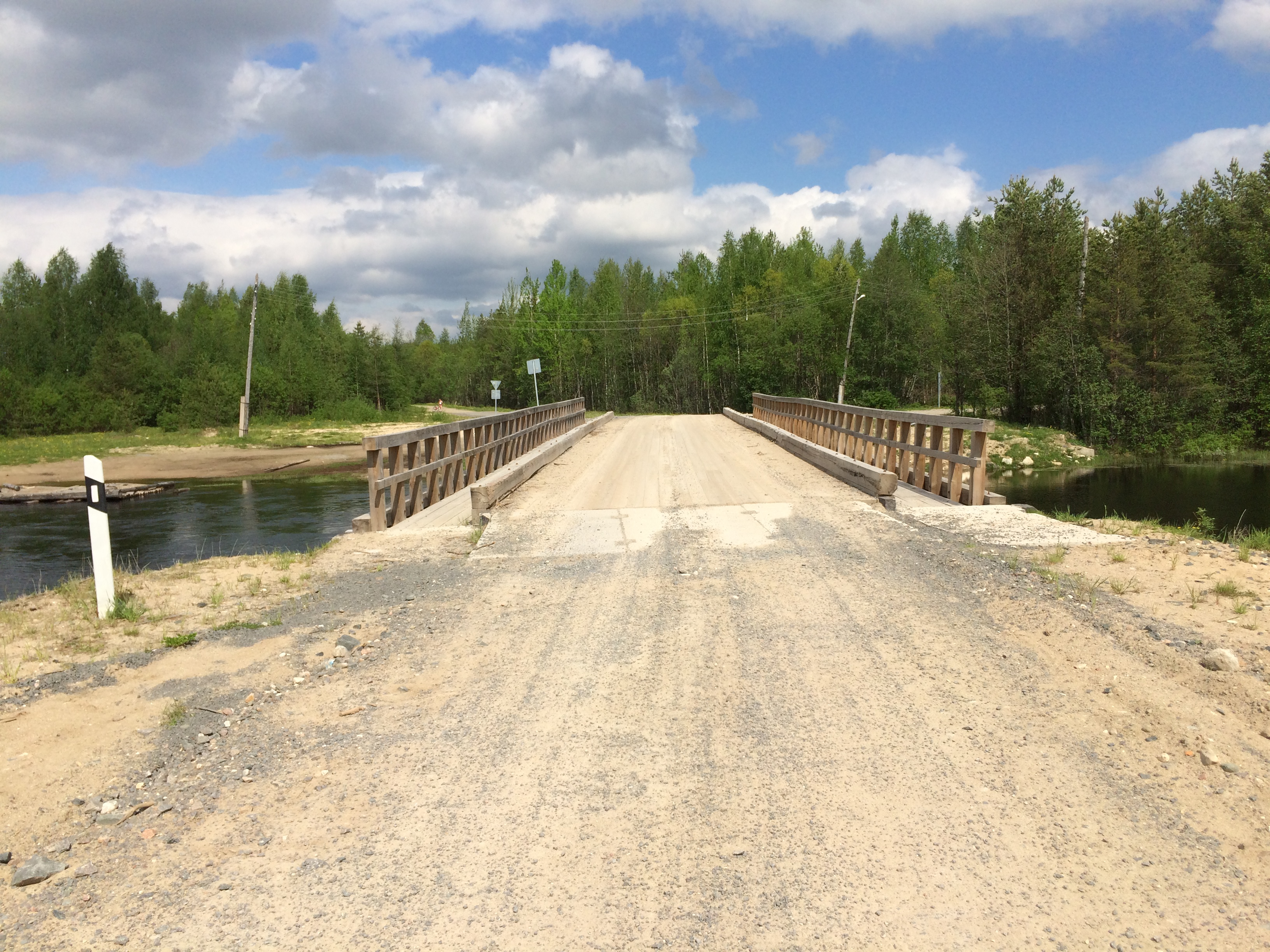
Автомобильный мост

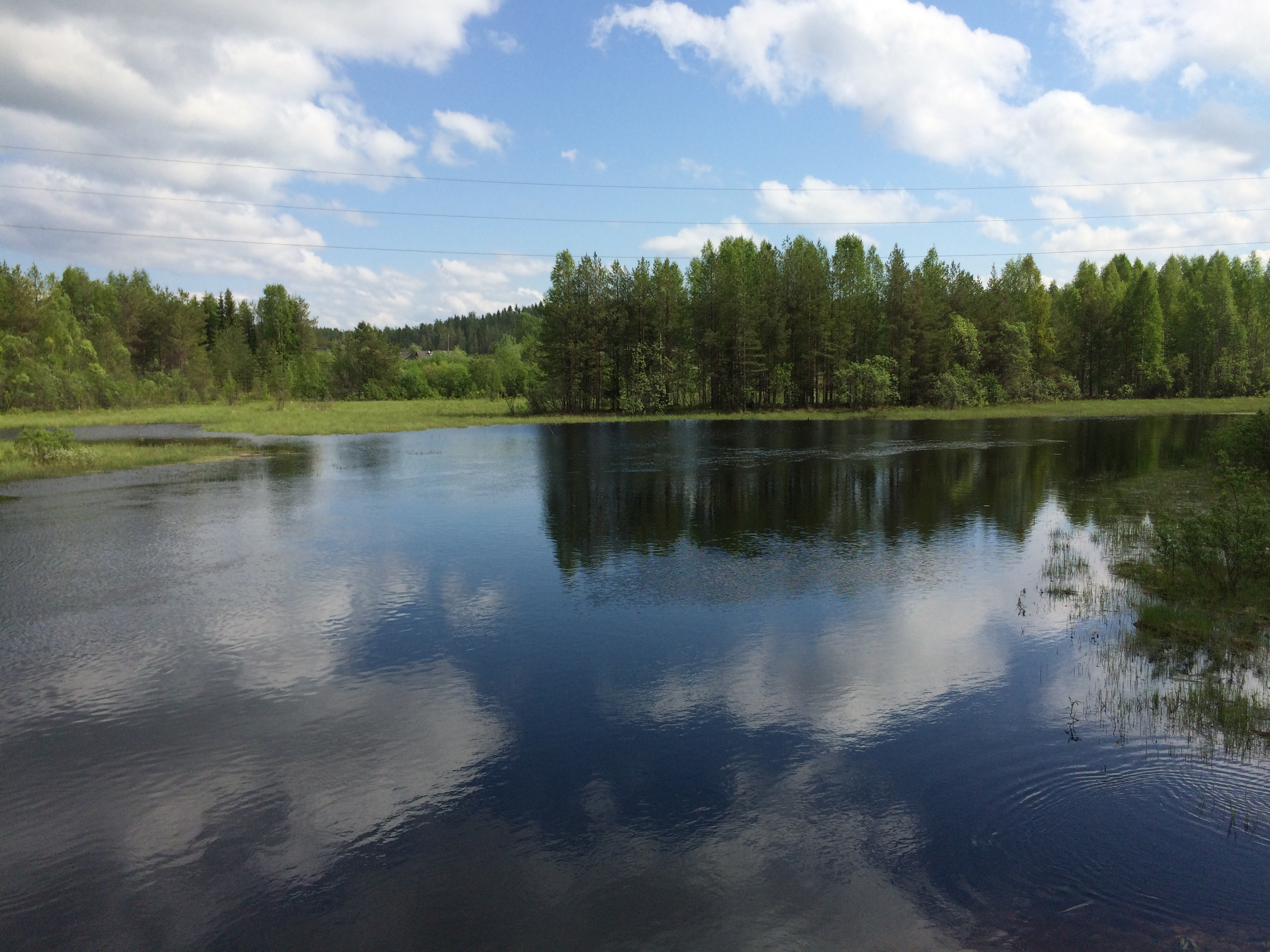
Вид против течения